# Parauncinula curvispora
Parauncinula curvispora är en svampart som först beskrevs av Kanesuke Hara, och fick sitt nu gällande namn av S. Takam. & U. Braun 2005. Parauncinula curvispora ingår i släktet Parauncinula och familjen Erysiphaceae.   Inga underarter finns listade i Catalogue of Life.